# Lista de canais disponíveis na televisão por assinatura de Angola
Esta é uma lista de canais disponíveis na televisão por assinatura de Angola, que contém a listagem dos canais de televisão disponíveis nas operadoras de TV por assinatura que operam seus serviços no território angolano, sendo divida por gênero de programação.

## Canais por gênero
Desportivos
- A Bola TV
- Benfica TV
- Canal 11[3]
- ESPN
- ESPN 2
- Extreme Sport Channel
- Fast&Fun Box
- Fight Box
- Fight Sports
- Motorvision Tv
- NBA TV
- Porto Canal
- Sport TV África
- Sporting TV
- SuperSport
- SuperSport Máximo 2[4]
- TV Girassol[5]
- W-Sport[6]
- ZAP La Liga
- ZAP Ligue 1

Documentários
- AMC Break[7]
- CBS Justice
- CGTN Documentary
- Curiosity Stream
- Discovery Channel
- Discovery Family
- ID
- Histoire TV
- História
- National Geographic
- National Geographic Wild
- Odisseia
- Travel Channel
- TLC
- Ushuaïa TV

Entretenimento
- 1Magic
- A+
- Africa Magic
- Banda TV[8]
- BBC Brit
- BBC LifeStyle
- BET
- Canal+
- CBS Reality
- CCTV Entertainment
- Colors Cineplex
- Comedy Central
- Digital Congo
- Dizi[9]
- E! Entertainment
- Food Network
- Globo On[10]
- Kwenda Magic[11]
- Lifetime
- Luxe TV
- ME Channel
- MTV
- Star Mundo[12]
- My Channel Africa[13]
- Mzansi Magic
- Novelas TV
- Rok 2
- RokGH
- RTL 9
- SIC Mulher[14]
- SIC Radical[14]
- Spice TV
- Star Life
- Telemundo Africa[15]
- Televista TV
- TF0
- TLN Network[16]
- TLNovelas[17]
- Trybe
- Universal TV
- Wasafi TV
- Zap Novelas
- Zap Viva
- Zee TV
- Zee World

Estilo de vida
- 24 Kitchen
- Fashion Box
- Gametoon[18]

Filmes/Séries
- Africa Magic Epic
- AXN
- AXN Movies[19]
- B4U Movies
- Blast[20]
- Canal+ Cinéma
- Canal Hollywood[21]
- CineMundo[22]
- DStv Pipoca[22]
- Star Channel
- Star Comedy
- Star Crime[23]
- Star Life
- Star Movies[24]
- KIX[25]
- M-Net Movies
- M-Net West
- Maisha Magic Movies
- ROK
- Studio Universal
- TNT Africa
- TVCine Action[26]
- TVCine Edition[26]
- TVCine Emotion[26]
- TVCine Power
- TVCine Top[23]
- Zap Filmes

Generalistas (TV aberta)
- RTP África
- TPA 1[27]
- TPA 2[27]
- TV Miramar
- TV Zimbo
- TPA Notícias[27]

Generalistas (Internacionais)
- Band Internacional (Brasil)
- CCTV-4 (China)
- Colors TV (Índia)
- Cubavisión Internacional (Cuba)
- eTV Africa (África do Sul)
- France 2 (França)
- France 3 (França)
- France 5 (França)
- Globo Internacional[28] (Brasil)
- Rai Italia (Italia)
- Porto Canal (Portugal)
- RTNC 1 (República do Congo)
- RTP Internacional (Portugal)
- RTR Planeta (Rússia)
- SBT Internacional[23] (Brasil)
- SET Asia (Índia)
- SET Max (Índia)
- STV (Moçambique)
- TVA (Cabo Verde)[29]
- TVE Internacional (Espanha)
- TVI Internacional (Portugal)
- TV Mozambique Internacional (Moçambique)

Infanto-juvenis
- Baby TV
- Biggs
- Canal Panda
- Cartoonito
- Cartoon Network
- Cartoon TV[30]
- Cbeebies
- Da Vinci Kids
- DreamWorks Channel
- Disney Channel
- Disney Junior
- Gametoon
- Gulli Brasil[31]
- JimJam[32]
- Kanuca TV[33]
- Mindset
- Nick Jr
- Nickelodeon[34]
- NickToons
- Panda Kids[35]
- PBS Kids
- Piwi+
- SIC K
- Télétoon+
- TiJi

Jornalísticos
- Africanews
- Al Jazeera
- Arise News
- Band News
- BBC World News
- Bloomberg
- CGTN Français
- CGTV News
- CMTV
- CNBC Africa
- CNN Internacional
- CNN Portugal[36]
- Deutsche Welle
- Euronews
- France 24
- Joy News
- La Chaîne Info
- NDTV 24x7
- Newsroom
- Record News
- RTP3
- SABC News
- Sky News
- STV Notícias[37]
- Télé50
- TPA Notícias
- TV5 Monde

Musicais
- +Hits Africa
- Afro Music Channel[38]
- Be Kuduro[39]
- Best Brasil
- Black Diamondz[40]
- BomSom TV[41]
- CMusic
- Cubayo[42]
- Gloom Channel[43]
- Hip TV
- iConcerts
- MCM Top
- MTV Base
- MTV Portugal
- My Music Channel
- Sound City
- Trace Africa
- Trace Brazuca[44]
- Trace Brasil[45]
- Trace Jama
- Trace Muzika
- Trace Mziki
- Trace Naija
- Trace Kitoko[46]
- Trace Toca[47]
- Zap Música

Religiosos
- Day Star
- Dove TV
- Emmanuel TV
- EWTN
- Faith Africa
- Islam Channel
- SBN
- TBN
- Trace Gospel
- TV Mundial

### Extintos
- BoomTV[48]
- Eva[49]
- Eva+[49]
- Txillo[50]